# Gruffydd ap Llywelyn
Gruffydd ap Llywelyn (født ca. 1010, død 5. august 1063) var konge af Wales. Han formåede at besejre engelske tropper gentagende gange. Han var den ældste søn af kong Llywelyn ap Seisyll og Angharad, datter af Maredudd ab Owain. Han var tipoldebarn til Hywel Dda.
Han var gift med Ealdgyth af Mercia fra 1957 til sin død.